# Coenobita spinosus
Coenobita spinosus is een tienpotigensoort uit de familie van de Coenobitidae. De wetenschappelijke naam van de soort werd in 1837 voor het eerst geldig gepubliceerd door Henri Milne-Edwards.